# John Cornes
John Cornes (ur. 30 października 1947 w Cambridge, zm. 27 marca 2014 w Charleville) – australijski rugbysta, reprezentant kraju.
W trakcie kariery sportowej reprezentował kluby Teachers i Goondiwindi Emus Rugby Club. W stanowych barwach występował w latach 1969–1972, wybierany był także do zespołu reprezentującego Queensland Country.
W roku 1972 uczestniczył w tournée australijskiej reprezentacji po wycofaniu się Johna Hipwella. Podczas niego zaliczył występ w testmeczu oraz zagrał w kilku meczach z regionalnymi zespołami.
W klubie Goondiwindi Emus pełnił także rolę trenera.
Zmarł w szpitalu w Charleville po długiej walce z rakiem.